# 1964-es alaszkai földrengés
Az 1964-es alaszkai földrengés (más néven nagypénteki földrengés vagy nagy alaszkai földrengés) 1964. március 27-én helyi idő szerint 17 óra 36 perckor kezdődött, és 3-5 percig tartott. 9,2-es erősségével a valaha mért második vagy harmadik legnagyobb földmozgás volt. (A 2004-es indiai-óceáni földrengés erősségét 9,1 és 9,3 közé teszik.) Epicentruma a csendes-óceáni és az észak-amerikai tektonikus lemezek törésvonala mentén, a dél-alaszkai Prince William-öböl északi részébe futó College-fjordnál volt. A földrengés során 15, a nyomában keletkező, a Csendes-óceánon és helyi öblökön végigvonuló szökőárakban 113 (más forrás szerint 122) személy halt meg. Az anyagi kárt 350-500 millió dollárra becsülik.

## A földrengés és a szökőárak
A csendes-óceáni tűzgyűrű alaszkai szakaszán, az Aleut-szigetek mentén és az állam déli partjai közelében a csendes-óceáni lemez az észak-amerikai alá bukik, és évente 5–7 cm-t mozog északnyugati irányban, ami az Alaszkai-hegység kiemelkedését és egyes part menti területek süllyedését okozza. A meggyűrődő szárazföldi lemezben felhalmozódó feszültség évtizedes-évszázados időközönként különösen pusztító erejű, ún. óriás-nyírási (megathrust) események során délkeleti irányba mozdul vissza.
Az 1964-es alaszkai földrengés során a törésvonal mentén a csendes óceáni lemez átlag 9 méterrel csúszott az észak-amerikai lemez alá. A földfelszín mintegy 250 ezer km2-nyi területen emelkedett meg vagy süllyedt alá, a tengerszinthez viszonyított legszélsőségesebb különbségek 11,5 m és −2,3 m voltak. A Montague-sziget délnyugati csücskén a korábbi állapothoz viszonyított elmozdulás a 13-15 métert is elérte.
A földrengés epicentruma a Prince William-öbölbe futó College-fjord szájától mintegy 10 km-re keletre volt, az é. sz. 61° 02′ 24″, ny. h. 147° 43′ 48″61.040000°N 147.730000°W koordinátáknál, legalább 22,5 km és legfeljebb 25 km mélységben. A 3-5 percig tartó földmozgást mintegy 1,3 millió km2-es területen lehetett érezni: egész Alaszkában, Kanada Brit Columbia tartományában és Yukon területének nyugati részein, valamint az USA Washington államában.
A tengerfenék megemelkedése és az önmagukban is jelentős károkat okozó földcsuszamlások nyomán szökőárak jöttek létre. Percekkel a rengés kezdete után legalább öt földcsuszamlás keltette szökőár indult útnak, Valdezben kettő, Seward, Whittier és Kachemak Bay településeken egy-egy. A keskeny Valdez-öbölből (közelebbről a Shoup-öbölből) jelentették a legmagasabb, 67-70 méteres szökőárat. A nyílt óceánon terjedő szökőár Kanada és az Egyesült Államok nyugati partján és Hawaiiban pusztított, bár itt már nem okozott jelentős károkat. (Az Aleut-szigetek partjai előtti tengerfenék tektonikus mozgásai korábban, 1946-ban és 1957-ben már két nagyobb, az óceán távolabbi területeit is elérő szökőár forrásai voltak.)
A Vancouver-sziget délnyugati partján fekvő Port Albernit 6,4 méteres hullámok érték el, Washington államban 1,5-4,6 méteres hullámokat mértek, a dél-kaliforniai San Diegóban pedig 2 méter körülieket. Az óceánfenék sajátosságai azonban az Egyesült Államok nyugati partjának egyes helyein felerősítették a szökőárat – az észak-kaliforniai Crescent City-ben például a Port Alberniben mérttel megegyező nagyságú ár pusztított. Máshol – főleg Oregonban, illetve Los Angelesben – a szűk folyómedrekbe betörve növekedett meg az ár. A Hawaii-szigeteken 30 centiméter és 3,8 méter közötti hullámokat mértek. Japán partjait már csak egy 25,5 centiméteres, illetve egyes helyeken 7,5 centiméteres ár érte el.
A tólengés jelenségét Texas és Louisiana államokban is megfigyelték, a tengervíz szintjének ingadozását pedig Kuba és Puerto Rico partjain is le lehetett olvasni a mércékről. A kutak vizének mozgása még olyan távoli helyeken is megfigyelhető volt, mint Dél-Afrika.
Az egy teljes éven keresztül ki-kipattanó utórengések egy 250 km széles és 800 km hosszú területre terjedtek ki. Az első napon tizenegy, a következő három hét során kilenc 6-os erősségű utórengés volt; a kisebbek száma több ezerre tehető.

## Áldozatok és károk
| Állam      | Város            | Áldozatok |
| ---------- | ---------------- | --------- |
| Alaszka    | Anchorage        | 15        |
| Alaszka    | Valdez           | 32        |
| Alaszka    | Chenega          | 23        |
| Alaszka    | Seward           | 12        |
| Alaszka    | Whittier         | 12        |
| Alaszka    | Kodiak           | 8         |
| Alaszka    | Kalsin Bay       | 6         |
| Alaszka    | Kaguyak          | 3         |
| Alaszka    | Port Nellie Juan | 3         |
| Alaszka    | Cape St. Elias   | 1         |
| Alaszka    | Port Ashton      | 1         |
| Alaszka    | Old Harbor       | 1         |
| Alaszka    | Port Nowell      | 1         |
| Alaszka    | Shoup Bay        | 1         |
| Alaszka    | Spruce Cape      | 1         |
| Alaszka    | Whitshed         | 1         |
| Oregon     | Newport          | 4         |
| Kalifornia | Crescent City    | 11        |
| Kalifornia | Los Angeles      | 1         |
| Összesen:  | Összesen:        | 137       |

A földrengés során tizenöten vesztették életüket. Az áldozatok száma viszonylag alacsony volt, mivel Alaszka területének túlnyomó részén a népsűrűség még az 1 fő/km²-t sem éri el. A Csendes-óceánon és helyi öblökön végigvonuló szökőárakban 113 (más forrás szerint 122) személy halt meg. Alaszkában több mint kétezren maradtak ideiglenesen fedél nélkül.
A pusztítás mértéke a módosított Mercalli-skálán egyes helyeken a XI. fokozatot is elérte (jóformán semmilyen építmény nem maradt állva, a hidak leomlottak, a sínek jelentősen meggörbültek). Súlyos károk (VIII. és magasabb fokozat) mintegy 130 ezer km2-nyi területen keletkeztek. Az Alaszka nyugati partjain fekvő Kotzebue, valamint a Jeges-tenger melletti Deadhorse városaiban is IV-V. fokozatú károkról érkezett jelentés (előbbi kb. 900, utóbbi kb. 1000 km-re fekszik az epicentrumtól).
Az Office of Emergency Panning 537 millió dollárosra tette a károkat, amelyek 60 százaléka Anchorage-ban és környékén keletkezett. Későbbi becslések szerint a kárösszeg 350-500 millió dollár között volt. Az USGS szerint a magántulajdonban keletkezett károkat nem számítva Alaszkát 311 millió dolláros veszteség érte, amelynek nagyobb része a szövetségi kormányt érintette, kisebb része pedig az állam kormányzatát. Az Alaska Railroad vasúttársaság vesztesége a 35 millió dollárt is meghaladta.

### Anchorage
A legnagyobb pusztítás az epicentrumtól 120 km-re északnyugatra lévő Anchorage-et sújtotta. Ennek oka részben abban keresendő, hogy a város a jégkorszak során lerakódott agyagon épült. A jégtakaró vagy a gleccserek által alakított, szétfolyásra különösen hajlamos agyag (quick clay) szilárd gél állapotából rázkódás hatására elfolyósodik. A város északnyugati partvonalánál emelkedő Turnagin Heights nevű dombról mintegy 80 hektárnyi talaj csúszott meg az óceán irányába 75 házat döntve össze; az egymásra torlódó tömbök olyannyira átalakították a környéket, hogy egyes helyeken az újjáépítéssel meg sem próbálkoztak. Egy másik nagyobb földcsuszamlás a belvárostól északra lévő Government Hillnél történt, ennek egy iskolaépület esett áldozatul. Magában a belvárosban a talajszint átlag 30 méterrel süllyedt meg, 30 tömbnyi épület dőlt össze vagy szenvedett károkat. Turnagain Heightsnél három, a belvárosban öt, a város nyugati végében lévő nemzetközi repülőtéren pedig egy ember halt meg a földrengés és a földcsuszamlás következtében.
Alaszka legsűrűbben lakott városában az áldozatok száma minden bizonnyal magasabb lett volna, ha a katasztrófa nem ünnepnapon (nagypénteken) és a belvárosi üzletek bezárása után történik.

### Alaszka más városai

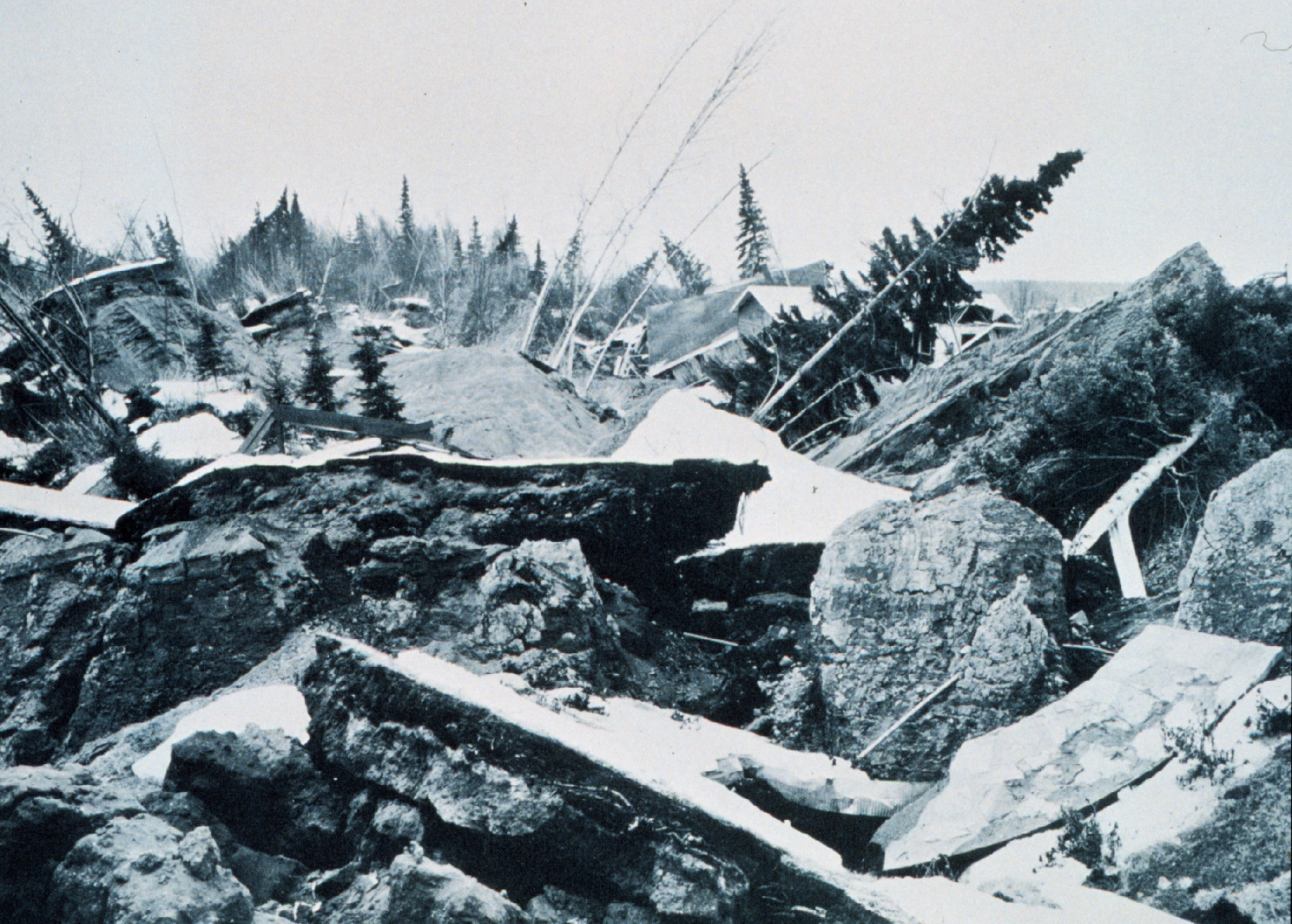
A földrengés pusztítása Turnagain Armnál

A Cook Inlet egyik melléköblének, a Turnagain Armnak a partjai 2,4-3 méterrel süllyedtek meg. Két, egymástól 19 km-re lévő település, Girdwood és Portage a szökőár nyomán teljesen elpusztult. Girdwoodot 4 km-rel beljebb költöztették a szárazföld belsejébe, a dagály vízszintje alá került Portage azonban nem éledt újra.
Valdeznél – amely Anchorage-hoz hasonlóan a rengéshullámokkal szemben érzékeny talajon, egy folyó deltatorkolatában felhalmozódott hordalékon épült – még a földrengés lefolyása alatt egy 1220 méter hosszú és 180 méter széles földdarab a kikötő vizébe csúszott, 32 embert ragadva magával. A nyomában keletkezett 9-12 méteres szökőár a pár perccel korábban létrejött új partvonal menti épületeket elpusztította, és beljebb is jelentős károkat okozott. Hamarosan a rengéstől és ártól addig megkímélt építmények is elpusztultak, amikor a Union Oil Company olajtartályai megrepedtek, és a víz felszínén terjedő tartalmuk lángra kapott. A megsemmisült várost 6 km-rel nyugatabbra, biztosabb talajon és nagyobb tengerszint feletti magasságon építették újjá.
A valdezihez hasonló események játszódtak le a Kenai-félsziget délkeleti részén fekvő Sewardban is. A part a vízbe omlott, 9 méteres szökőárat keltve. Az első árhullám a parthoz közeli üzemanyagtartályokat roncsolt szét, az utána következők a lángra kapott anyagot a sziget belseje felé vitték, ahol így a Texaco vállalat tartályai is kigyulladtak. Húsz perccel a helyben kialakult után a tektonikus mozgás keltette szökőár is megérkezett. A 12 méteres hullám a város addig megmaradt épületeit is elöntötte a lángoló olajat hordozó tengervízzel. A sewardi katasztrófa 12 halálos áldozatot követelt.

### Brit Columbia (Kanada)
A Vancouver-sziget északi partjait a rengés utáni negyedik órában, éjfél után érte el az első árhullám, amelyet a következő 18 órában további öt követett. A sziget nyugati partja mentén haladó ár a jégkorszaki gleccserek által kialakított keskeny öblökbe zúdulva jelentősen megnövekedett - a Port Albernit a Brit Columbiában mért legmagasabb, 7 méteres hullám öntötte el.
A Vancouver-sziget kisebb települései közül Port Alice-ben 12 ház dőlt össze, Hot Springs Cove 18 házából 16 pusztult el, mintegy 40 embert kellett hajókkal biztonságos helyre menekíteni, Tofinóban a rakpart, Zeballosban pedig mintegy 30 ház szenvedett helyrehozhatatlan károkat, Amai fakitermeléssel foglalkozó lakosai közül 37-en kényszerültek két éjszakát is a szabad ég alatt tölteni, miután házaik összedőltek és rádió-összeköttetésük megszakadt.
A parttól jóval beljebb, a sziget szélességének kétharmadán végignyúló fjord végében fekvő Port Alberni 25 ezer lakosát a Bamfield világítótorony mintegy tíz perccel a hullám érkezése előtt riasztani tudta. Az első hullám március 28-án, tíz perccel éjfél után érte el a települést, a második, legpusztítóbb hullám éjjel kettőkor érkezett meg és a parttól több mint másfél km-re fekvő épületeket is lerombolt; a harmadik hullám hajnali fél négykor érkezett, ez a korábbiaknál magasabb volt, de nem okozott annyi kárt az apály miatt. Az öböl vizén még két napig lehetett erősebb hullámokat megfigyelni. 260 ház rongálódott meg, közülük 60 súlyosan, az anyagi kár mértéke az 5 millió kanadai dollárt is elérte.

### Az Egyesült Államok csendes-óceáni partvidéke
Az Egyesült Államok csendes-óceáni partvidékén az 1964-es volt a legpusztítóbb szökőár.
Washington államban a Copalis folyó Ocean Citynélnél álló hídja összeomlott; a hidakban és utakban keletkezett kár a 80 ezer dollárt is elérte.
Oregonban a szökőár a legnagyobb pusztítást nem a parton, hanem a tölcsértorkolatok mellett végezte, ahol a folyók szűk medrébe benyomuló víz magasabban, 3-4 méterre csapott fel. A legsúlyosabb károk Seaside-ban keletkeztek, ahol a kiöntött Necanicum folyó elsodort egy lakókocsiparkot, a katasztrófa során egy 50 éves nő szívrohamot kapott és meghalt. A Newporttól északra fekvő Beverly Beachen egy túrázó család négy gyermekét ragadta el az árvíz. Az államban az anyagi kár 750 ezer-1 millió dollár között volt.
Az észak-kaliforniai Crescent Cityben az első két hullám (éjfél előtt egy perccel és éjfél után negyven perccel) nem tűnt veszélyesebbnek, mint a korábbi két évtizedben tapasztaltak, amelyek csak alacsonyabban fekvő területeket öntöttek el és nem okoztak komoly károkat, a harmadik, 1 óra 20 perckor és a negyedik, 1 óra 45 perckor érkező hullámok azonban a partnál beljebb jutottak, átcsaptak a 101-es autópályán és épületeket is elöntöttek. Ezek az egyébként is magasabb árhullámok az óceánfenék helyi sajátosságai miatt különösen nagyra, 6 méteresnél is magasabbra nőttek a város közelében. A belvárosba behatoló ár a kikötőből négy tömbnyi távolságba hordta be csónakokat, 29 háztömb pusztult el, 150 üzlethelyiség szenvedett súlyos károkat. Az alaszkai Valdezhez hasonlóan itt is robbantak fel olajtartályok, a lángokat csak tíz óra múlva lehetett eloltani. A városban a cunami tizenegy halálos áldozatot követelt: közülük öten akkor fulladtak meg, amikor további két társukkal együtt egy csónakban próbáltak száraz helyre jutni, de nekicsapódtak egy hídnak. A várostól délre, a Klamath folyó torkolatánál két horgászt (mindketten a Légierő őrmesterei) ragadott el és sodort 800 méterrel feljebb az ár, egyikük a vízbe veszett.
Los Angelesben a Cerritos-csatornából kicsapó víz ragadt magával egy embert. Az államban az anyagi kár a 17 millió dollárt is elérte; csak a San Francisco-öbölben egymilliós kár keletkezett, jóllehet az ár itt csak egy méteres volt.

## A katasztrófa után
1967-ben Palmer központtal elkezdte működését a Nyugati Parti és Alaszkai Cunami Figyelmeztető Rendszer (West Coast & Alaska Tsunami Warning System), amely Alaszkán kívül az USA nyugati parti államai (Washington, Oregon és Kalifornia), illetve a kanadai Brit Columbia hivatalos szervei és lakossága számára szolgáltat információkat.